# Gamsängersteig
Der Gamsängersteig ist ein Klettersteig im Wilden Kaiser. Er bildet den einfachsten Zustieg zur Ellmauer Halt, dem höchsten Gipfel im Wilden Kaiser.
Der Steig führt von der Hundsgrube, einem Blockfeld südlich unterhalb der Ellmauer Halt durch dessen schrofige Südflanke zunächst bis in die Nähe der Rote-Rinn-Scharte. Ab dort verlässt der Steig die Südflanke und führt zunächst über Leitern durch die Westflanke bis zur Babenstuberhütte. Von dort kurz teilweise versichert bis zum Gipfelkreuz.

## Galerie

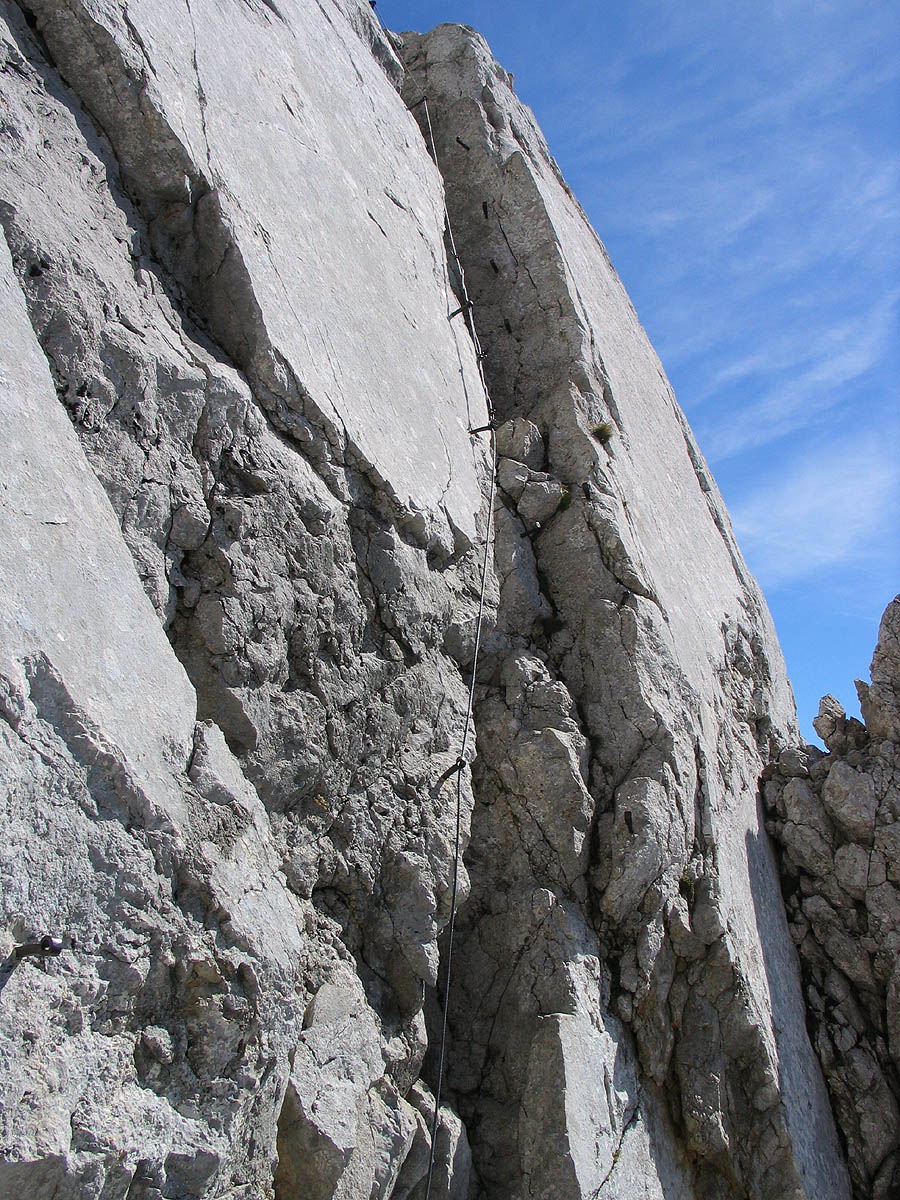
Schlüsselstelle am Riß
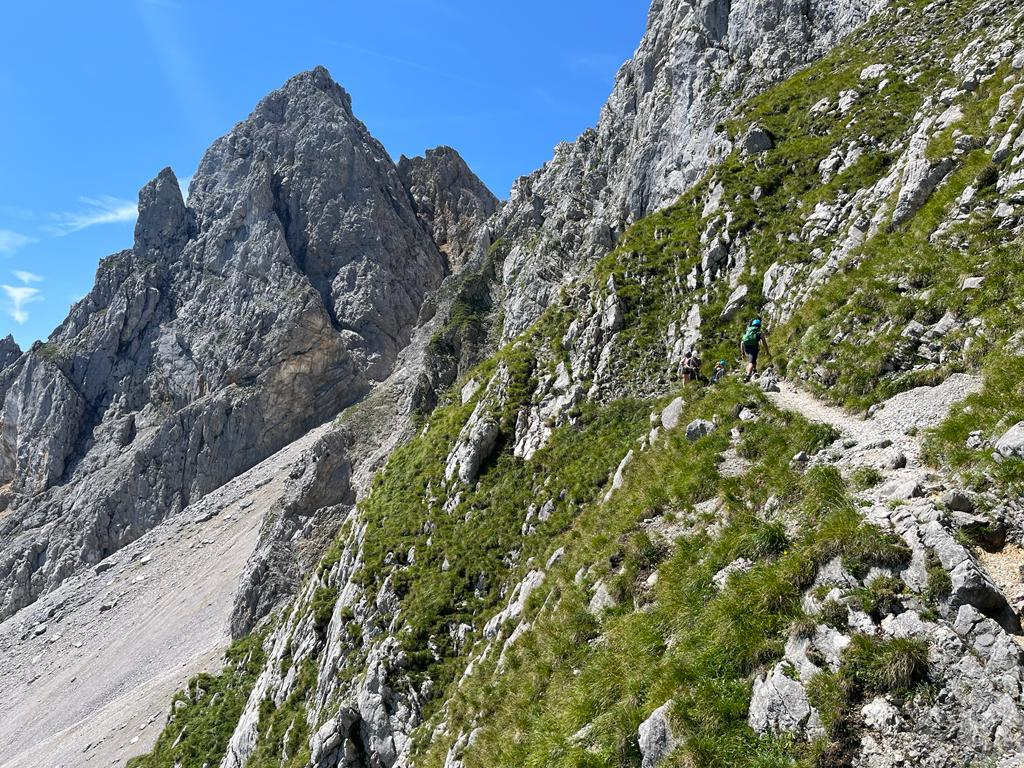
Beginn des Steiges über Bänder in der Südflanke